# André Leysen
André Leysen (Antwerpen, 11 juni 1927 – aldaar, 11 juli 2015) was een Vlaamse ondernemer en onder meer voormalig voorzitter van de Belgische werkgeversorganisatie VBO.

## Levensloop

### Jeugd en opleiding
André Leysen was afkomstig uit een Londerzeelse ondernemersfamilie die mede-eigenaar was van de 'General Wiper Company', een producent van industrieel schoonmaakmateriaal. Tijdens de Tweede Wereldoorlog was het Duitse leger een belangrijke klant van deze firma. Door toedoen van deze economische collaboratie en het radicale Vlaams-nationalisme van zijn ouders wordt André Leysen in 1943 lid van de Hitlerjugend-Flandern. Nog tijdens de oorlog stapte hij van het Antwerpse Sint-Lievenscollege over naar de eveneens in Antwerpen gelegen Deutsche Schule waar hij zijn latere echtgenote Anne Ahlers leerde kennen. Kort daarna werd hij geselecteerd om een opleiding te volgen aan de elitaire Reichsführerschule in Potsdam. In september 1944 vluchtte hij naar Duitsland waar hij assistent werd van de voorzitter van de Vlaamsche Landsleiding René Lagrou. Hij was er ook getuige van de vernielingen van de geallieerde bombardementen op Dresden. In die woelige periode ontmoette hij ook priester Cyriel Verschaeve. Na de oorlog zat hij als 18-jarige vier maanden opgesloten in de abdij van Hemiksem, in afwachting van zijn proces voor de jeugdrechter. Hij kwam ervanaf met een vermaning.  Door zijn oorlogsverleden was het voor hem onmogelijk om na de oorlog verder te studeren. Geconfronteerd met de gruwel van de concentratiekampen nam hij na de oorlog gedegouteerd afstand van het nationaalsocialisme en het oorlogsverleden van zijn familie.

### Carrière
Op 23 augustus 1951 huwde André Leysen met Anne Ahlers, dochter van de in Antwerpen gevestigde Duitse scheepsagent Herwig Ahlers. Dit familiebedrijf werd na zijn heroprichting in datzelfde jaar onder leiding van Leysen verder uitgebouwd tot een vooraanstaande rederij. Na de verkoop van Ahlers participeerde Leysen in de Duits-Belgische groep Agfa-Gevaert. In 1979 nam hij het directievoorzitterschap van deze groep waar. Met de opbrengst van de verkoop van zijn aandelen in Agfa-Gevaert aan het Duitse Bayer richtte hij in 1981 de investeringsmaatschappij Gevaert NV op. Later zou hij deze groep onderbrengen bij de Belgische holding Almanij.
In 1976 redde hij de ter ziele gegane De Standaardgroep door de oprichting van de Vlaamse Uitgeversmaatschappij, die daarna de naam Corelio kreeg en nu onder het Mediahuis valt. Leysen was in 1988 eveneens betrokken in de overnamestrijd van de Generale Maatschappij. In de jaren 80 van de 20ste eeuw was hij voorzitter van de werkgeversfederatie VBO en stond bekend als bezieler van de besparingsmaatregelen van het toenmalige kabinet Martens. Hij stond ook mee aan de wieg van de KBC Groep, toen die ontstond uit de fusie van de Kredietbank, ABB en Cera.
Ook het buitenland wist zijn kwaliteiten als ondernemer te waarderen. Hij was lid van de European Round Table of Industrialists. Bij grote ondernemingen als Bayer, Deutsche Telekom, Deutsche Bank, Hapag-Lloyd en Philips bekleedde hij bestuursmandaten. Na de val van de Berlijnse Muur werd hij als enige buitenlander lid van de Treuhandanstalt, belast met de privatisering van de Oost-Duitse staatsbedrijven.
Toch waren niet al zijn participaties een succesverhaal. In 1999 leed hij met zijn Gevaert-holding een zwaar financieel verlies na het faillissement van de Duitse bouwonderneming Holzmann. Het was naar eigen zeggen de grootste mislukking uit zijn carrière.
Leysens beide zonen bekleden topfuncties in belangrijke bedrijven. Christian Leysen, VLD-politicus is voorzitter van de AXE-groep (met Ahlers) en Antwerp Digital Mainport en Thomas Leysen is gedelegeerd bestuurder van Umicore (het vroegere Union Minière), voorzitter van de raad van bestuur van de VUM, nu Mediahuis en sinds 2011 voorzitter van de raad van bestuur van de KBC Groep.

### Overlijden
André Leysen overleed op 11 juli 2015. Hij leed reeds twintig jaar aan de ziekte van Parkinson.

## Culturele betrokkenheid
De ondernemer was via zijn internationale contacten ook sterk betrokken bij de steun aan de wederopbouw van de in de Tweede Wereldoorlog verwoeste Frauenkirche in Dresden. Eveneens was hij van 1987 tot 1992 twee termijnen voorzitter en een termijn vicevoorzitter (onder Robert Wangermée) van de Raad van Bestuur van de Koninklijke Muntschouwburg te Brussel. Hij was tevens voorzitter van het Antwerpse kunstencentrum DeSingel, van de Internationale Ludwig van Beethoven Stiftung in Bonn en van de Vrienden van het Rubenshuis.
In 2008 stichtte André Leysen de Europese Karel de Grote-prijs voor jongeren voor personen tussen de 16 en 30 jaar die door projecten het gezamenlijke gevoel van Europese identiteit en integratie stimuleren. Deze prijs wordt elk jaar gezamenlijk uitgereikt door het Europees Parlement en de Stichting Internationale Karel de Grote-prijs Aken waarvan Leysen de voorzitter was.
In september 2008 kon de Koning Boudewijnstichting, dankzij een schenking van 750 000 euro door Anne en André Leysen het schilderij Charles met streepjestrui van Henri Evenepoel verwerven. Het kunstwerk werd door bemiddeling van Sotheby's te koop aangeboden. De schenkers zullen mee bepalen aan welk museum het doek in bruikleen wordt gegeven.

## Publicaties
- Krisissen zijn uitdagingen. Vrijmoedige overwegingen van een ondernemer, 1984, Uitg. Lannoo, Tielt.
- van Lenin tot McDonald's, 1991, Uitg. Lannoo, Tielt
- De naakte staat, 1993, Uitg. Lannoo, Tielt.
- Achter de spiegel. Terugblik op de oorlogsjaren, 1995, Uitg. Lannoo, Tielt.
- Zwerver tussen twee werelden. Reflecties van een maatschappelijk bewogen ondernemer, 2002, Uitg. Lannoo, Tielt.

## Biografie
In 2002 verscheen er bij de Uitgeverij Lannoo, Tielt, een biografie over André Leysen met als titel De biografie van André Leysen. Met weloverwogen lichtzinnigheid van de hand van Jan Bohets.

## Onderscheidingen
- In 1987 werd hij benoemd tot Commandeur in de Leopoldsorde.[3]
- Leysen ontving in 1988 een eredoctoraat van de Katholieke Universiteit Leuven omwille van zijn mensgericht bedrijfsleiderschap. Deze erkenning veroorzaakte protestacties bij de studenten.
- In 2007 mocht hij de "Lifetime Achievement Award" van het weekblad Trends in ontvangst nemen.[4]